# 7640 Marzari
A 7640 Marzari (ideiglenes jelöléssel 1985 PX) a Naprendszer kisbolygóövében található aszteroida. Edward L. G. Bowell fedezte fel 1985. augusztus 14-én.